# 阿努特 (密蘇里州)
阿努特（英語：Anutt）是位於美國密蘇里州登特縣的非建制地區。

## 歷史
阿努特的郵局於1890年設立，其後於1960年停運。當地於1925年時共有人口137人。

## 地理
阿努特所處的海拔為高於海平面368米（即1207英呎），而該地所採用的時區為UTC-6，即北美中部時區（CST）。同時該地設有夏令時間，為UTC-6調快一小時，即UTC-5（CDT）。